# Edward Joseph Hanna
Edward Joseph Hanna (ur. 21 lipca 1860 w Rochesterze w stanie Nowy Jork, zm. 10 lipca 1944 w Rzymie) – amerykański duchowny rzymskokatolicki, arcybiskup San Francisco.

## Biografia
30 maja 1885 otrzymał święcenia prezbiteriatu i został kapłanem diecezji Rochester.
22 października 1912 papież Pius X mianował go biskupem pomocniczym San Francisco oraz biskupem tytularnym titiopolitańskim. 4 grudnia 1912 przyjął sakrę biskupią z rąk delegata apostolskiego w Stanach Zjednoczonych abpa Giovanniego Vincenzo Bonzano. Współkonsekratorami byli arcybiskup Chicago James Edward Quigley oraz biskup Richmond Denis Joseph O’Connell.
1 czerwca 1915 papież Benedykt XV mianował go arcybiskupem San Francisco. Jako pasterz Kościoła w San Francisco w dużym stopniu uczestniczył w sprawach lokalnych, państwowych i narodowych. Szczególną uwagę zwracał na sprawy robotników. Kierował State Mediation Board - powołaną przez gubernatora Kalifornii Jamesa Rolpha w reakcji na strajki pracownicze radą, mającą na celu rozwiązywanie sporów pracowniczych.
2 marca 1935 przeszedł na emeryturę. Tego dnia otrzymał arcybiskupstwo tytularne Gortyny.

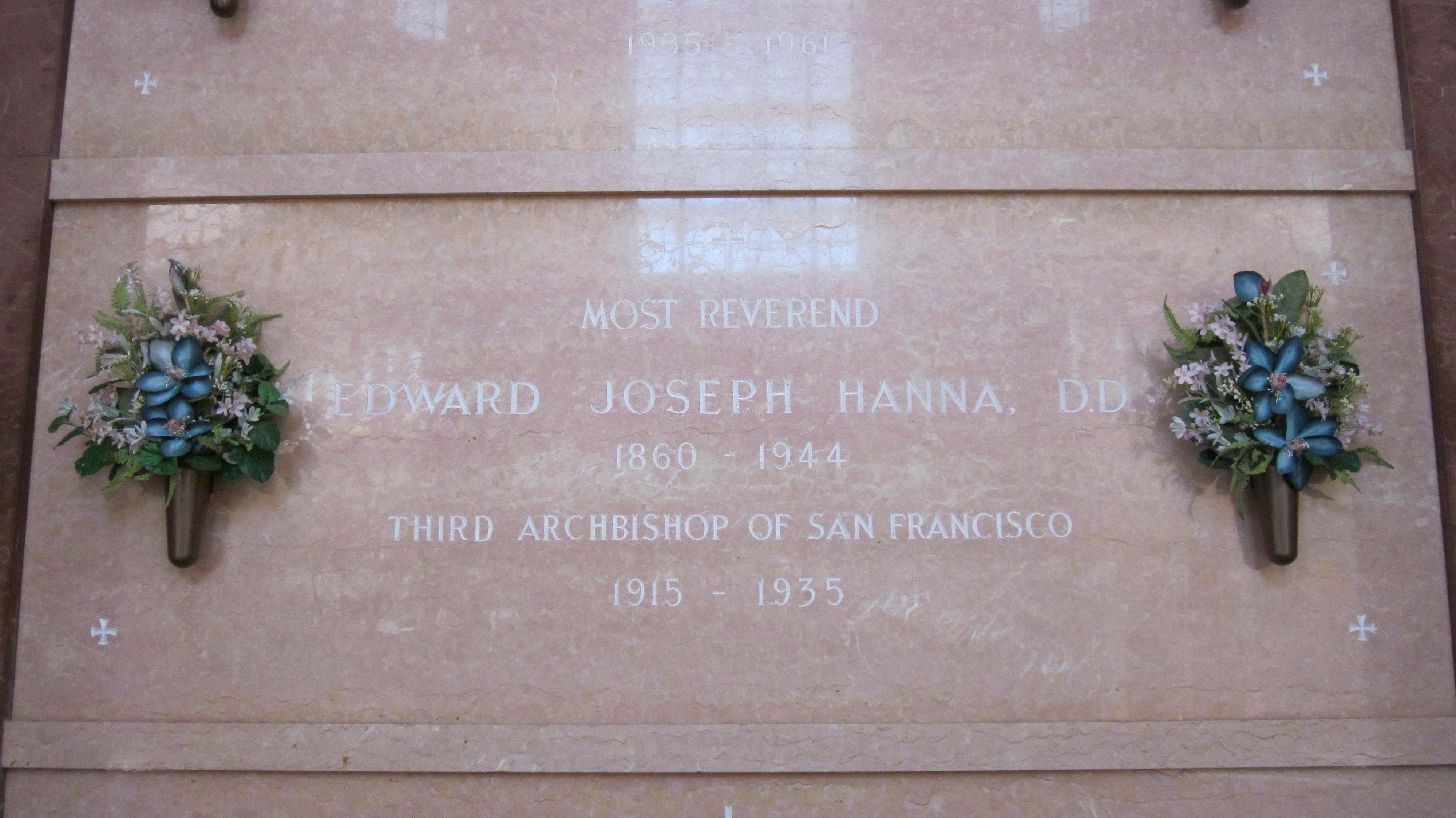
Grób abpa Hanny na Holy Cross Cemetery